# Thủy điện Đăk Pru
Thủy điện Đăk Pru là nhóm các thủy điện xây dựng trên dòng Đăk Pru ở vùng đất xã Đăk Nhoong huyện Đăk Glei tỉnh Kon Tum, Việt Nam.
Bậc Thủy điện Đăk Pru 1 có công suất lắp máy 7 MW, sản lượng điện hàng năm 30,2 triệu KWh, khởi công tháng 9/2017, hoàn thành tháng 12/2018. Nhà máy điện đặt cách đập chính cỡ 1,5 km hướng đông nam. 15°02′53″B 107°41′29″Đ / 15,048042°B 107,69133°Đ
Bậc thủy điện Đăk Pru 3 có công suất lắp máy 5 MW, xây dựng ở vùng đất xã Đăk Nhoong và Đăk Pek huyện Đăk Glei tỉnh Kon Tum.